# 女に
『女に』（おんなに）は、谷川俊太郎の詩集、及び谷川の詩に作曲した鈴木輝昭の女声合唱組曲。

## 詩集
1991年（平成3年）マガジンハウスより刊行の、谷川の詩集。イラストは佐野洋子。谷川の詩と佐野のエッチング画とが織りなす愛の物語である。第1回丸山豊記念現代詩賞受賞。
マガジンハウス版は絶版となっているが、集英社が2012年（平成24年）に復刻版を刊行した。

## 合唱組曲
1996年（平成8年）から1999年（平成11年）にかけて、福島県立安積女子高等学校（現・福島県立安積黎明高等学校）女声合唱団の委嘱により作曲され、同校のコンクール自由曲として1~2曲ずつ書きおろされた。全曲の初演は、第1集は1997年7月27日の同校第27回定期演奏会で菅野正美の指揮、東みのりのピアノ、第2集は1999年7月24日の同校第29回定期演奏会で星英一の指揮、東みのりのピアノで行われた。
菅野は委嘱にあたり、「最も美しく、純粋で輝きに満ちた声、繊細で感受性に富んだ高校生世代のための合唱曲が誕生して欲しい」という願いを鈴木に伝え、「何の制約も持たず、描きたい原風景を、心置きなくお書きください」「（部員数が100名を超えていたので）100声部までの曲でしたら対応できます」と、制作の一切を鈴木に委ねた。鈴木は組曲の構成上、谷川の詩を大きく2つに分け、第1集は「この世に生まれ出る以前から二人の人間が現実的に出会う前のそれぞれの幻影の中での触れ合い、惹き合う魂の予感が描かれている」。第2集は「現実の出会いから始まり、死を超えて共に生きる永遠の絆で完結する」。「しかしそれは終わることのない魂の輪廻であり、ドラマは遂に満ちたところから再び逆行し、始まりは終わりとなり終わりは始まりになる。旋律は閉じられない弧のように循環する」とされ、終曲「死-後生」の最終テーマは第1曲「未生-誕生」のテーマに回帰する。
谷川の『女に』におさめられた36篇の詩のうち、第1集と第2集で25篇が用いられた。作曲されなかった11篇のうち7篇については2017年から2019年にかけて作曲され、「女に 第3組曲」としてまとめられた。全曲初演は、星英一指揮、安積黎明高等学校合唱団、鈴木あずさのピアノにより行われた。

### 組曲構成
第1集、第2集とも、全7楽章からなる。コンクール常勝校のために書かれた経緯もあり、カワイ出版の楽譜紹介では難易度は「上級」とされている。以下、「コンクール自由曲」は、安積女子高が初めて演奏したコンクールを指す。
第3組曲については全4楽章で、出版社による難易度は「中～上級」とされている。

#### 第1集
1. 未生-誕生
1996年度全日本合唱コンクール自由曲。
2. こぶし
1996年度NHK全国学校音楽コンクール自由曲。
3. 名-夜
コンクール未演奏。
4. ふたり-かくれんぼ
1997年度NHK全国学校音楽コンクール自由曲。
5. なめる
1996年度NHK全国学校音楽コンクール自由曲。
6. 血―腕
コンクール未演奏。
7. 谺―日々
1997年度全日本合唱コンクール自由曲。

#### 第2集
1. 会う-手紙-川
1998年度全日本合唱コンクール自由曲。
2. ともに-……
1998年度NHK全国学校音楽コンクール自由曲。
3. ここ
コンクール未演奏。
4. 雑踏-蛇
コンクール未演奏。
5. 未来-墓
1999年度NHK全国学校音楽コンクール自由曲。
6. 夢
コンクール未演奏。
7. 死-後生
1999年度全日本合唱コンクール自由曲。

#### 第3組曲
1. 心臓-素足
2. 初めての-日々また
3. 迷子
4. 電話-旅

## 楽譜
第1集、第2集、第3組曲ともカワイ出版より刊行されている。